# Josef Göbl

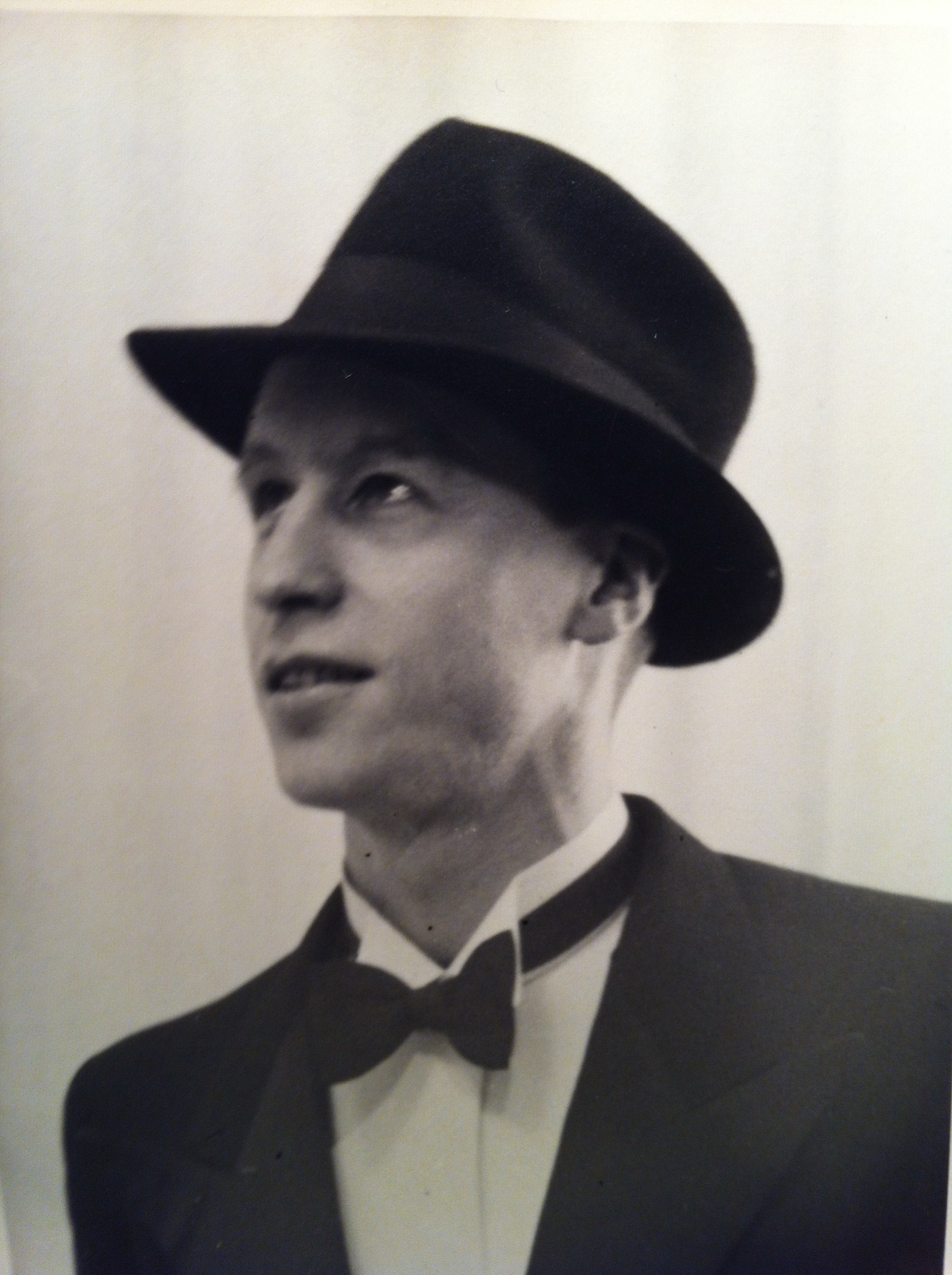
Josef Göbl

Josef Artur „Sepp“ Göbl (* 1. Jänner 1905 in Wien; † 1971 ebenda) war ein österreichischer Eishockeyspieler und -schiedsrichter. Er war Mitglied der österreichischen Eishockeynationalmannschaft und spielte auf Vereinsebene beim Wiener Eislauf-Verein (WEV) und EK Engelmann Wien (EKE).

## Karriere

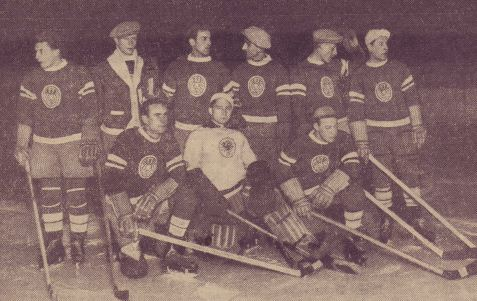
Josef Göbl im Nationalteam (obere Reihe, 2. von links), Prag 1931

Josef Göbl war neben seinem Studium ab 1926 stark mit dem österreichischen Eishockeysport und dessen Entwicklung verbunden. Zahlreiche Erfolge mit dem WEV, EKE und der Nationalmannschaft bestimmten sein Leben.
Er war Teilnehmer bei den Olympischen Spielen 1928 in St. Moritz, wo seine Mannschaft nach zwei Unentschieden, zu denen er zwei Tore beim 4:4 gegen die Schweiz beisteuerte, ohne Niederlage in der Vorrunde ausschied. Bei seiner zweiten Teilnahme 1936 in Garmisch-Partenkirchen erreichte er mit seinem Team den siebenten Platz.
Im Jahr 1937 wurde er Manager der Kunsteisbahn Den Haag (Houtrusthallen). Anfang der 1940er Jahre war er Trainer des Mannheimer ERC. Nach seiner Karriere als Eishockeyspieler und Schiedsrichter war er als Geschäftsmann in Wien (Sportartikel mit Generalvertretung für Fred Perry und Slazenger Tennisartikel) tätig. Gleichzeitig war er beim Wiener AC als erfolgreicher Tennisspieler tätig.
Göbl wurde am Friedhof der Feuerhalle Simmering bestattet (Abteilung 3, Ring 3, Gruppe 6, Nummer 40).

## Erfolge und Auszeichnungen

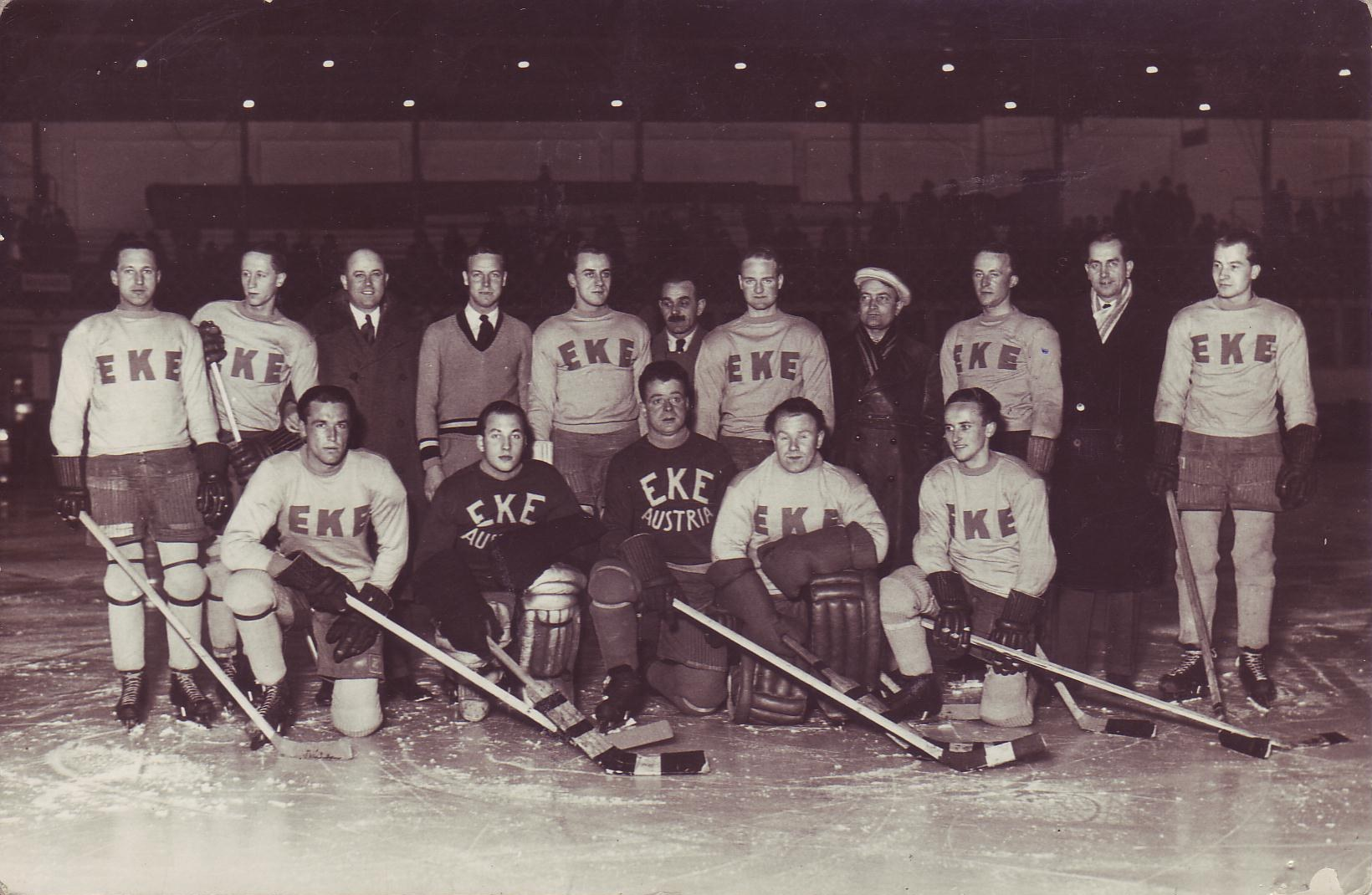
Josef Göbl (obere Reihe, 2. von links) im Trikot des EK Engelmann Wien

- Goldmedaille bei der Eishockey-Europameisterschaft 1927 in Wien
- Bronzemedaille bei der Eishockey-Weltmeisterschaft 1931 in Krynica-Zdrój (Polen)
- Goldmedaille bei der Eishockey-Europameisterschaft 1931
- Silbermedaille bei der Eishockey-Europameisterschaft 1932 in Berlin
- Silbermedaille bei der Eishockey-Weltmeisterschaft 1933 in Prag
- 1937 10. Internationales Abzeichen

## Weblink
- Josef Göbl in der Datenbank von Olympedia.org (englisch)